# Galerie Buyle
Galerie Buyle (Zaal Buyle) was een galerie aan de Meir in Antwerpen die bestond van in de vroege twintigste eeuw tot in de jaren kort na de Tweede Wereldoorlog. Directeur was Guillaume Campo (1880-1952). Dit was slechts een van de vele galeries die Guillaume Campo hield in Antwerpen., nl. Galerie des Beaux-Arts  (1908) (verwoest tijdens de Eerste Wereldoorlog), Zaal Aghte, Zaal Wijnen (ook aan de Meir). In de jaren 20 van de voorgaande eeuw had hij reeds zeven kunstgaleries in Antwerpen. Na de beurscrash van 1929 bleef er nog slechts één zaal over, nl. Zaal Wijnen.
Guillaume Campo was begonnen als haarkapper, maar had een grote belangstelling voor de kunst. Hij begon op zeventienjarige leeftijd met een bescheiden tentoonstelling in het huis van zijn ouders. Hij richtte enkele jaren later het veilinghuis Campo op, dat uitgroeide tot het belangrijkste veilinghuis in België.

## Uit het tentoonstellingspalmares
- 1905 : 50ste Salon van “Als ik Kan”
- 1909 : Leon Delderenne
- 1914 : Jan Van Beers – Léon Brunin
- 1919 : André-Victor Lynen
- 1934 : Edmond De Maertelaere
- 1936 : Tentoonstelling van Jonge Kunst
- 1946 : André-Victor Lynen
- 1948 : Edgard Wiethase

## Referentie
- Trends 30 januari 1997 : Campo & Campo & Campo[dode link]